# 富山機関区
富山機関区（とやまきかんく）は、富山県富山市新冨居にある、日本貨物鉄道（JR貨物）関西支社の車両基地・乗務員基地である。

## 概要
あいの風とやま鉄道線の富山貨物駅構内に設置されている。日本海縦貫線の貨物列車の起点である青森信号場から終点の吹田貨物ターミナル駅までの全線をカバーする主力機関区であり、糸魚川 - 梶屋敷間、敦賀 - 南今庄間にある直流1500V・交流20kV (60Hz) および、羽越本線の村上 - 間島にある直流1500V・交流20kV (50Hz) の交直セクション通過に対応するため、この機関区の電気機関車はすべて交流直流両用車になっている。前身は日本国有鉄道富山第二機関区で、2006年に設立40周年、2016年に設立50周年記念イベントが開催された。
旧富山貨車区の貨車検修施設を承継し、貨車の交番検査も所管する。貨車の検修施設は、富山貨物駅構内東側に位置する。
糸魚川駅に乗務員基地として糸魚川派出を置いている。

## 配置車両に表示される略号
国鉄分割民営化後は「富山」と表記している。

## 配置車両
2023年3月現在の配置車両は以下のとおり。
- EF510形
0番台23両、500番台15両の計38両が配置されている。
通常の運用区間は、吹田貨物ターミナル駅 - 青森信号場間。また2012年3月17日のダイヤ改正で城東貨物線の百済貨物ターミナル駅まで運用を開始、2015年3月のダイヤ改正で山陽本線に入線するようになり岡山貨物ターミナルまで、2017年3月4日のダイヤ改正で名古屋貨物ターミナルまで乗り入れを開始した。0番台・500番台による区別はなく全機とも共通で運用されている。0番台（愛称 ECO-POWER レッドサンダー）はJR貨物オリジナル、500番台は「北斗星」「カシオペア」で運用していた機関車をJR東日本から譲り受けたものである。JR貨物オリジナルの0番台は赤色、500番台は二色あり、そのうち、青色のものが北斗星色、銀色のものがカシオペア色となっている。

## 歴史
- 1966年（昭和41年）3月10日 - 富山第二機関区として発足[8]。 EF70形電気機関車24両が配置される[9][10]。
- 1968年（昭和43年）12月 - EF81形電気機関車1号機が配置され、各種試験が行われる[9][10]。翌年から量産機も配置[9][10]。
- 1985年（昭和60年）3月 - EF70形電気機関車の運用を終了し、廃車[10]。
- 1986年（昭和61年） - 富山貨車区を統合。
- 1987年（昭和62年）
  - 3月1日 - 富山機関区に改称[11]。
  - 4月1日 - 国鉄分割民営化に伴い、日本貨物鉄道（JR貨物）関西支社（金沢支店）の所属となる[1][2]。
- 1998年（平成10年）4月 - 糸魚川機関区を統合し、糸魚川派出とする[5]。
- 2004年（平成16年）3月 - EF510形電気機関車の運用を開始[12]。
- 2016年（平成28年）3月 - EF81形電気機関車の運用を終了し、運用機をEF510形に統一[13]。

## 糸魚川派出
糸魚川駅に乗務員基地として糸魚川派出を置き、富山貨物駅 - 直江津駅間の乗務を担当する。1998年（平成10年）4月に糸魚川機関区を統合したもので、過去には貨車の検修基地機能も有していたが、糸魚川周辺地域発着貨物輸送の縮小・廃止等の業務縮小により、2007年（平成19年）までに貨車検修部門を廃止し、乗務員基地機能のみとなった。